# Умф!
Умф! (Oomph!) са германска Нойе дойче херте група от Волфсбург, Германия. Групата се счита за основоположник на движението Neue Deutsche Härte. От създаването си групата не е претърпявала промени в състава. Изпълняват песни на немски и английски език.

## История
Фронтменът на групата Деро Гой и китаристът Андреас Крап са родом от Волфсбург, Долна Саксония, ФРГ. Израстват заедно като съседи и започват да свирят докато са в основното училище. Деро и Крап свирят в ню уейв група, когато срещат Роберт Флукс на музикален фестивал през 1989 г. Същата година сформират Oomph!. Групата пътува до Испания и записва демо в тираж от 500 бройки. Когато се връщат в Германия, успяват да подпишат с Machinery.
Първият им сингъл „Ich Bin Du“ излиза през 1991 г. На следващата година Oomph! издават и първия си, едноимен албум – „Oomph!“. Първоначално групата има по-електронно, EBM звучене. Но вторият им албум „Sperm“, издаден през 1994 г., е с по-агресивно звучене, с осезаемо повече китари, а клипът към сингъла „Sex“ е забранен от MTV Германия, поради нецензурното му съдържание. Скоро групата намира двама допълнителни членове, които да свирят с тях по време на концерти – Лео и Тоби. През 1995 г. издават третия си албум – „Defekt“, след което се отправят на дълго турне.
През 1997 г. подписват с Virgin Schallplatten, а албумът им от 1998 г. „Unrein“ се изкачва в Топ 50 на немските класации. Сингълъг „Das Weisse Licht“, излязъл през 1999 г., се изкачва до 46-о място в немските класации, а клипът към песента е забранен от MTV Германия, тъй като в него Деро Гой си отваря корема. Албумът „Ego“ от 2001 г. е посрещнат с хладнина от критиците и Virgin не подписват пак с Oomph!, след като договорът им изтича. Въпреки това групата продължава да твори.
В края на 2003 г. групата подписва с Gun Records. През 2004 г. издават албума „Wahrheit Oder Pflicht“ (Истина или предизвикателство). Първият сингъл от албума – „Augen auf!“ (Отвори очи) е голям успех и се задържа на първо място в немските класации в продължение на 8 седмици. Разпродаден е 12 часа, след пускането му на пазара. Така Oomph! бързо добива известност, след като е била ъндърграунд група през 1990-те години.
През 2006 г. създават албума „GlaubeLiebeTod“ (ВяраЛюбовСмърт), който се изкачва в Топ 10 на немските класации. Първият сингъл от албума – „Gott Ist ein Popstar“ (Господ е поп звезда) подбужда много противоречия и много радио станции в Германия бойкотират песента. През 2012 г. подписват със Sony BMG.

## Членове
- Деро Гой – вокал, барабани, програмиране, перкусиони
- Андреас Крап – водеща китара, клавири, беквокал
- Роберт Флукс – ритъм китара, бас китара, семплинг

## Диксография

### Студийни албуми
- Oomph! (1992)
- Sperm (1994)
- Defekt (1995)
- Wunschkind (1996)
- Unrein (1998)
- Plastik (1999)
- Ego (2001)
- Wahrheit oder Pflicht (2004)
- GlaubeLiebeTod (2006)
- Monster (2008)
- Des Wahnsinns fette Beute (2012)
- XXV (2015)
- Ritual (2019)

### Компилации
- 1991 – 1996: The Early Works (1998)
- 1998 – 2001: Best of Virgin Years (2006)
- Delikatessen (2006)
- Truth or Dare (2010)

### Видео албуми
- Rohstoff (2007)